# Nijmegenský mír
Nijmegenský mír je soubor několika smluv uzavřených v nizozemském městě Nijmegen mezi srpnem 1678 a prosincem 1679. Tyto smlouvy ukončily různé, vzájemně propojené konflikty mezi Francií, Nizozemskem, Španělskem, Braniborskem-Pruskem, Švédskem, Dánskem, münsterským biskupstvím a Svatou říší římskou. Nejvýznamnější z nich byla smlouva o uzavření míru mezi Francií a Nizozemskem.

## Předcházející události
Francouzsko-nizozemská válka v letech 1672–1678 rozpoutala další konflikty ukončené formálně až v Nijmegenu. Separátní mírové smlouvy byly připraveny pro vyřešení konfliktů jako byla třetí anglo-nizozemská válka nebo skånská válka, které byly součástí francouzsko-nizozemské války. Anglie se z počátku účastnila války na straně Francouzů, ale v roce 1674 od války odstoupila uzavřením mírové smlouvy ve Westminsteru. Mírová jednání započala již roku 1676, ale žádná ze stran se neshodla. Ke shodě došlo v létě 1678.

## Smlouvy uzavřené v Nijmegen
- 10. srpna 1678 – Francie a Nizozemská republika podepsaly mír. Švédsko nebylo účastníkem mírového ujednání, ale jeden paragraf smlouvy nutil Nizozemsko k neutrálnímu přístupu ve vztahu ke Švédsku, s nímž bylo ve válce od roku 1675.
- 19. září 1678 – Francie a Španělsko podepsaly mírovou smlouvu.
- 26. ledna 1679 – France uzavřela mír s Říší.
- 26. ledna 1679 – Švédsko uzavřelo mír s Říší.
- 19. března 1679 – Švédsko podepsalo mírovou smlouvu s münsterským biskupstvím. Smlouva také nechala rozpustit všechny münsterské vojáky v dánských službách.
- 2. října 1679 – Švédsko podepsalo mírové ujednání s Nizozemskem.

## Mírové podmínky
Francouzsko-nizozemská válka skončila ujednáním, které Francii dávalo v držbu Svobodné hrabství burgundské (Franche-Comté) a Lotrinsko.
Mimo akvizice uskutečněné Ludvíkem XIV. v důsledku pyrenejského míru v roce 1659 a cášského míru z roku 1668, Francie získala nejen Svobodné hrabství burgundské (Franche-Comté), ale také další teritoria Španělského Nizozemí, včetně města Saint-Omer se zbývající severozápadní částí bývalého říššského hrabství Artois, země Cassel a Aire v jihozápadních Flandrech, Cambraiské biskupství, stejně jako města Valenciennes a Maubeuge v jižním Henegavsku.
Na druhou stranu, francouzský král postoupil Maastricht, dobytý a obsazený Francouzi, a Oranžské knížectví nizozemskému místodržiteli Vilému III. Oranžskému. Francouzská vojska opustila několik okupovaných oblastí v severních Flandrech a Henegavsku. Císař Leopold I. musel přijmout francouzskou okupaci měst Freiburgu (do roku 1697) a Kehlu (do roku 1698) na pravém břehu Rýna.

## Související události
Některé země se zúčastnily podepisování mírových smluv jinde. Švédsko uzavřelo Cellský mír s Brunšvickem-Lüneburskem, Francie a Švédsko uzavřely Saint-Germainská smlouva s Braniborskem a Francie diktovala podmínky v mírové smlouvě z Fontainebleau mezi Švédskem a Dánskem.
Marc-Antoine Charpentier zkomponoval k příležitosti uzavření míru Te Deum. Předehra tohoto Te Deum je také známá jako znělka Euvize.